# Тайеб, Нинетт
Нинет Тайеб (ивр. נינט טייב‎; 21 октября 1983, Кирьят-Гат) — израильская певица и актриса, карьера которой началась после того, как она победила в 1-м сезоне 28 августа 2003 года израильского телевизионного шоу «Кохав Нолад» («Родилась звезда»).
Принимала участие в записи четвёртого сольного альбома Стивена Уилсона Hand. Cannot. Erase (2015). В настоящее время находится в туре в составе группы Уилсона в качестве вокалистки.

## Альбомы
- 2006 — Barefoot
- 2009 — Communicative
- 2012 — Sympathetic Nervous System
- 2013 — All the Animals Knew
- 2017 — Paper Parachute
- 2023 — I Got Up to Dance

## Фильмография
- Стены (2009)
- Наша песня[ивр.] (2004—2008)
- When Heroes Fly[англ.] (2018)